# Ove Unger Rosenkrantz Giedde
Ove Unger Rosenkrantz Giedde (17. november 1784 – 12. marts 1848 i Wandsbek) var en dansk officer og kammerherre.
Han var søn af Christof Frederik Ingenhaef Giedde (1754-1792) og Mette Kirstine Kragh (1764-1822), blev 1797 kostkadet, 1805 fændrik ved Kongens Regiment, 1806 sekondløjtnant, 1809 premierløjtnant, 1810 kammerjunker, 1814 stabskaptajn, 1825 kompagnichef, 1832 major, 1836 kammerherre, og 1841 Ridder af Dannebrog. 1842 blev Giedde afskediget med ventepenge. Han døde 1848 som sidste mand af adelsslægten Giedde.
1. gang ægtede Giedde 1817 Charlotte Amalie Pingel (20. december 1797 i Frederiksnagore - 9. februar 1818). 2. gang ægtede han 1822 Louise Augusta Pingel (19. november 1801 - 1. juli 1876).